# 吉罗拉莫·焦维纳佐
吉罗拉莫·焦维纳佐（義大利語：Girolamo Giovinazzo，1968年9月10日—），意大利男子柔道运动员。他曾代表意大利参加1996年和2000年夏季奥林匹克运动会柔道比赛，共获得一枚银牌和一枚铜牌。